# Skarbimira
Skarbimira – żeński odpowiednik imienia Skarbimir. Znaczenie imienia: "troszcząca się o pokój".